# Ommatius parvus
Ommatius parvus är en tvåvingeart som beskrevs av Jacques-Marie-Frangile Bigot 1875. Ommatius parvus ingår i släktet Ommatius och familjen rovflugor. Inga underarter finns listade i Catalogue of Life.